# خط طول 41° شرق
خط طول 41° شرق هو أحد خطوط الطول الجغرافية، والتي تمتد من القطب الشمالي الجغرافي إلى القطب الجنوبي الجغرافي، وحسب التحويل الزمني يتقدم خط طول 41° شرق عن خط غرينتش بساعتين و44 دقيقة.

## من القطب إلى القطب
ينطلق خط طول 41° شرق من القطب الشمالي نحو القطب الجنوبي مرورا بالمناطق التي ترد في الجدول التالي:
| الإحداثيات                         | البلد أو الإقليم أو البحر | ملاحظات |
| ---------------------------------- | ------------------------- | --- |
| 90°0′N 41°0′E / 90.000°N 41.000°E  | المحيط المتجمد الشمالي    | |
| 80°29′N 41°0′E / 80.483°N 41.000°E | بحر بارنتس                | |
| 67°40′N 41°0′E / 67.667°N 41.000°E | روسيا                     | شبه جزيرة كولا |
| 66°43′N 41°0′E / 66.717°N 41.000°E | البحر الأبيض              | |
| 66°0′N 41°0′E / 66.000°N 41.000°E  | روسيا                     | |
| 43°26′N 41°0′E / 43.433°N 41.000°E | أبخازيا or جورجيا         | Abkhazia is a الاعتراف الدولي بأبخازيا وأوسيتيا الجنوبية state. Most nations consider its territory to be part of Georgia. Passing through سوخومي. |
| 43°0′N 41°0′E / 43.000°N 41.000°E  | البحر الأسود              | |
| 41°12′N 41°0′E / 41.200°N 41.000°E | تركيا                     | |
| 37°7′N 41°0′E / 37.117°N 41.000°E  | سوريا                     | |
| 34°25′N 41°0′E / 34.417°N 41.000°E | العراق                    | |
| 31°37′N 41°0′E / 31.617°N 41.000°E | السعودية                  | |
| 19°20′N 41°0′E / 19.333°N 41.000°E | البحر الأحمر              | |
| 15°34′N 41°0′E / 15.567°N 41.000°E | إرتريا                    | أرخبيل دهلك |
| 15°33′N 41°0′E / 15.550°N 41.000°E | البحر الأحمر              | |
| 14°40′N 41°0′E / 14.667°N 41.000°E | إرتريا                    | |
| 13°57′N 41°0′E / 13.950°N 41.000°E | إثيوبيا                   | |
| 4°6′N 41°0′E / 4.100°N 41.000°E    | كينيا                     | |
| 2°50′N 41°0′E / 2.833°N 41.000°E   | الصومال                   | The meridian runs parallel to the border with Kenya, which is about 1 km to the west                                                               |
| 0°50′S 41°0′E / 0.833°S 41.000°E   | كينيا                     | Mainland and جزيرة بيت |
| 2°12′S 41°0′E / 2.200°S 41.000°E   | المحيط الهندي             | Passing just east of the موزمبيق coast |
| 60°0′S 41°0′E / 60.000°S 41.000°E  | المحيط الجنوبي            | |
| 68°38′S 41°0′E / 68.633°S 41.000°E | القارة القطبية الجنوبية   | أرض الملكة مود، المطالب الإقليمية بالقارة القطبية الجنوبية by النرويج                                                                              |